# Vera Frenkel
Vera Frenkel (* 10. November 1938 in Bratislava, Tschechoslowakei) ist eine slowakisch-kanadische Videokünstlerin.

## Leben und Werk
Vera Frenkel wurde vor Ausbruch des Zweiten Weltkriegs in Bratislava geboren. Über England emigrierte ihre Familie nach Kanada. Frenkel schloss 1959 ein Studium der Kunst an der McGill University ab und studierte dann bei Arthur Lismer (1885–1969) und Albert Dumouchel (1916–1971).
Nachdem sie sich anfangs auf Drucke, Zeichnungen, Collagen und geschriebenen Text konzentrierte, widmete sie sich in den späten 1970ern der Videokunst. In den 1990ern experimentierte sie mit Videoinstallationen und Netzkunst. Frenkels Werke beziehen sich auf die Themen Migration, Kulturelles Gedächtnis, Sprache und Bürokratie.
Frenkel lehrte an der University of Toronto (1970–72) und an der York University (1972–95).
Ihr Werk wurde unter anderem auf der documenta IX in Kassel, Offenes Kulturhaus Oberösterreich, Linz, dem Museum of Modern Art, New York, dem Setagaya Art Museum, Tokio, National Gallery of Canada, Ottawa und der Biennale di Venezia gezeigt.

## Auszeichnungen (Auswahl)
- 1989: Canada Council Molson Prize
- 1991: Toronto Arts Foundation Visual Arts Award
- 1993: Gershon Iskowitz Prize
- 2001: Bell Canada Award for Video Art